# 호킹 복사

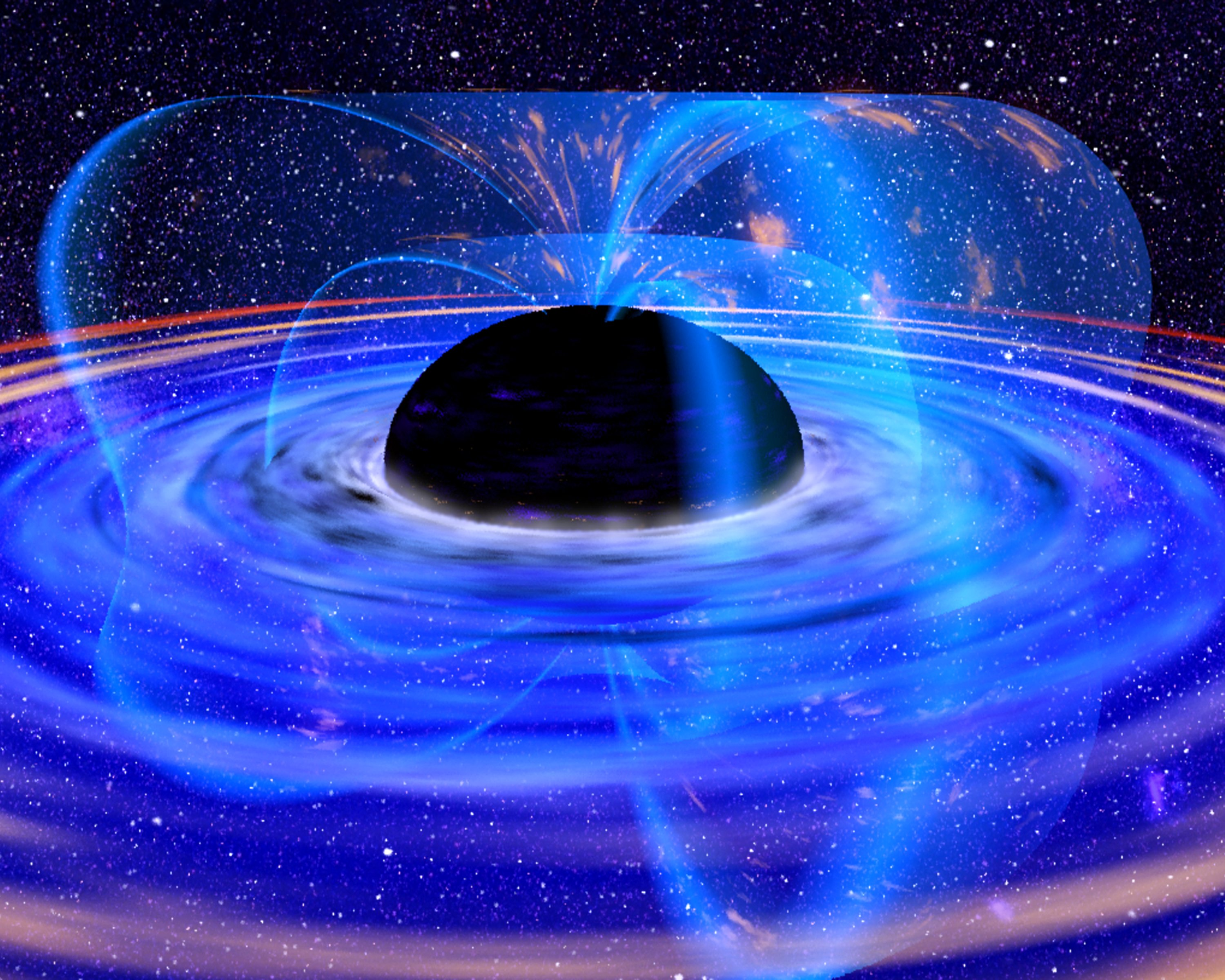

물리학에서 호킹 복사(Hawking 輻射, 영어: Hawking radiation) 또는 베켄슈타인-호킹 복사(Bekenstein-Hawking radiation)는 양자역학적 효과(양자요동)로 인해 블랙홀이 방출하는 열복사다.
단순하게 설명하자면, 양자요동 현상으로 인해 블랙홀의 사건의 지평선 근처에서 입자와 반입자의 쌍생성된다. 그 때 발생한 두 입자 중 어느 하나가 블랙홀로 들어가고 다른 하나는 탈출하면, 그 탈출한 입자는 블랙홀에서 입자를 방출하는 것처럼 보이게 되고 에너지는 보존되어야 하기에 외부에서는 블랙홀은 에너지를 잃은 것처럼 보인다. 여기서 중요한 것은 항상 음의 에너지를 가지는 쪽을 블랙홀이 흡수해야 된다는 것이다.
호킹 복사가 일어날 경우 이 과정에서 블랙홀이 질량을 잃게 되므로, 흡수하는 질량보다 잃는 질량이 많은 블랙홀은 점점 줄어들다가 결국 사라질 것으로 예상된다. 이론에 따르면, 블랙홀은 작으면 작을수록 더 많은 열복사를 방출한다.
호킹 복사는 양자 중력 이론을 향한 중요한 첫걸음으로 여겨진다. 그러나 호킹 복사가 실제로 존재하는지의 여부는 논란이 있다. 그러나 최근(2015년) 제프 스타인하우너 박사가 만든 초음속으로 회전시킨 블랙홀에서 안으로 들어가는 물질의 극소량이 방출됨을 관찰했고 호킹 복사 이론을 일부 증명시켰다. 이것은 언제까지나 간접적 증거로 직접적 증거로는 블랙홀의 온도를 측정해야 한다. 하지만 이것은 현대로써는 사실상 불가능하다.

## 역사
1973년에 이스라엘의 물리학자인 야코브 베켄슈타인(Jacob D. Bekenstein)이 블랙홀 열역학을 제창하면서 블랙홀이 특정한 온도를 가지고, 이에 따라 복사한다고 제안하였다. 1974년에 영국의 물리학자 스티븐 호킹이 굽은 공간의 양자장론을 사용하여 블랙홀 복사의 존재를 증명하였다.
블랙홀은 물질이 엄청나게 강한 중력에 의해 끌어당겨지는 장소로, 고전적으로는 전자기적 복사도 빠져나올 수 없는 공간으로 여겨졌다. (즉, 빛이 빠져나올 수 없기 때문에 '검은 구멍'이라는 뜻으로 '블랙홀'이라 불린다.) 현 시점에서 중력을 양자역학적으로 기술하는 이론은 개발되지 않았으나, 블랙홀에서 멀리 떨어진 곳에서는 비교적 중력이 약하므로 굽은 시공간의 양자장론을 적용하여 어느 정도 합리적인 근삿값을 계산할 수 있다. 호킹은 양자 효과로 인해 블랙홀이 그 질량에 반비례하는 온도를 가진 흑체와 같은 양의 흑체 복사를 방출함을 증명했다.

## 정의
표면 중력이 {\displaystyle \kappa }인 킬링 지평선을 가진, 정적인(stationary) 블랙홀은 온도
{\displaystyle T={\frac {\hbar \kappa }{2\pi k_{B}c}}}
의 흑체 복사를 방출한다. 여기서 {\displaystyle k_{B}}는 볼츠만 상수, {\displaystyle \hbar }는 디랙 상수, {\displaystyle c}는 빛의 속력이다. 즉, 블랙홀이 온도 {\displaystyle T}의 흑체라고 가정할 수 있다. 이 복사를 호킹 복사라고 하고, 이 온도를 호킹 온도(Hawking temperature)라고 한다.
이 공식은 언루 효과의 공식에서 고유 가속도 {\displaystyle a}를 표면 중력 {\displaystyle \kappa }로 치환하여 일반화한 것이다.
편의상 {\displaystyle c=k_{B}=\hbar =4\pi \epsilon _{0}=G=1}로 놓자.
질량 {\displaystyle M}, 전하 {\displaystyle Q}, 각운동량 {\displaystyle \alpha M}을 가진 커-뉴먼 계량의 호킹 온도는 다음과 같다.
{\displaystyle T={\frac {1}{2\pi }}{\frac {r_{+}-r_{-}}{2(r_{+}^{2}+\alpha ^{2})}}}
여기서
{\displaystyle r_{\pm }=M\pm {\sqrt {M^{2}-Q^{2}-\alpha ^{2}}}}
는 커-뉴먼 블랙홀의 두 지평선들의 위치다.
슈바르츠실트 계량의 경우 {\displaystyle Q=\alpha =0}이므로,
{\displaystyle T={\frac {1}{4\pi r}}={\frac {1}{8\pi M}}}
이다. 극대 블랙홀(extremal black hole)의 경우 {\displaystyle Q^{2}+\alpha ^{2}=M^{2}}이므로, {\displaystyle r_{+}=r_{-}=M}이고, 따라서 {\displaystyle T=0}이다. 즉, 극대 블랙홀은 호킹 복사를 하지 않아 증발하지 않는다.

## 유도
호킹 효과는 언루 효과로부터 비교적 간단히 유도할 수 있다. 편의상 가장 간단한 슈바르츠실트 계량의 블랙홀을 생각하자. (유사한 계산을 다른 종류의 블랙홀에 대하여서도 할 수 있다.)
편의상 {\displaystyle c=\hbar =k_{\text{B}}=1} 로 놓자.
질량 {\displaystyle M}의 슈바르츠실트 블랙홀의 슈바르츠실트 반지름은 {\displaystyle r_{*}=2GM}이다. 따라서, 블랙홀 사건 지평선 근처에서의 곡률은 약 {\displaystyle 1/GM} 정도이다.
슈바르츠실트 블랙홀의 적색 편이 인자(redshift factor) {\displaystyle V}는 다음과 같다.
{\displaystyle V(r)={\sqrt {1-r_{*}/r}}}.
({\displaystyle r}은 슈바르츠실트 좌표) 이에 따라서,
블랙홀 중심에서 슈바르츠실트 좌표 {\displaystyle r>r_{*}}만큼 떨어져 있는 관찰자는 고유 가속도
{\displaystyle a(r)={\frac {dV}{dr}}={\frac {r_{*}}{2r{\sqrt {r-r_{*}}}}}}
로 자유 낙하한다. 따라서, 관찰자가 지평선에 매우 가까우면 ({\displaystyle 0<r-r_{*}\ll r_{*}}) 블랙홀의 곡률은 무시하고, 자유 낙하에 의한 효과만을 고려할 수 있다.
언루 효과에 의하여, {\displaystyle r}에서 자유 낙하하는 관찰자는 온도
{\displaystyle T_{*}(r)=a(r)/2\pi ={\frac {r_{*}}{2r^{2}V(r)}}}
의 흑체 복사를 관찰한다. 이 복사는 블랙홀을 탈출하면서 {\displaystyle V(r)}만큼의 적색 편이를 겪는다. 따라서, 블랙홀에서 멀리 떨어진 관찰자는 온도
{\displaystyle T=V(r)T_{*}(r)={\frac {r_{*}}{4\pi r^{2}}}}
의 흑체 복사를 관찰하게 된다. 블랙홀 사건 지평선에서 방출되는 에너지를 다루려면 {\displaystyle r=r_{*}}로 놓자. 그렇다면
{\displaystyle T={\frac {1}{4\pi r_{*}}}={\frac {1}{8\pi GM}}={\frac {\hbar c^{3}}{8\pi Gk_{\text{B}}M}}}
가 된다. 이 온도를 호킹 온도(Hawking temperature)라고 한다. 즉, 블랙홀은 이 온도의 흑체 복사를 방출한다.

### 윅 회전을 통한 계산
호킹 온도는 윅 회전(Wick rotation)을 통해 간단히 계산할 수 있다.:659
1. 시간 좌표를 허수 시간 {\displaystyle \tau =it}로 치환한다. 이렇게 하면 유클리드 계량 부호수의 계량 텐서를 얻는다.
2. 이렇게 하면, 일반적으로 블랙홀의 사건 지평면은 뿔(cone) 모양의 특이점을 갖게 된다. 이러한 특이점은 시간 좌표를 주기 {\displaystyle \beta }를 가지는 좌표 {\displaystyle \tau \sim \tau +\hbar \beta }로 놓아 해소할 수 있다.
3. 이 경우, 블랙홀의 호킹 온도는 {\displaystyle T=k_{\text{B}}/\beta }이다.

예를 들어, 슈바르츠실트 블랙홀의 호킹 온도를 계산하자. (편의상 {\displaystyle c=\hbar =k_{\text{B}}=1}로 놓는다.) 그 계량은
{\displaystyle ds^{2}=-(1-R/r)dt^{2}+(1-R/r)^{-1}dr^{2}+r^{2}d\Omega ^{2}}
이다. 여기서 사건 지평선은 {\displaystyle r=R=2GM}에 있다. 윅 회전을 가하여 {\displaystyle \tau =it}로 치환하면
{\displaystyle ds^{2}=(1-R/r)d\tau ^{2}+(1-R/r)^{-1}dr^{2}+r^{2}d\Omega ^{2}}
이다. 이제 다음과 같은 변수 {\displaystyle \rho ,\theta }를 정의하자.
{\displaystyle \rho =2R{\sqrt {1-R/r}}}
{\displaystyle \theta =\tau /2R}
그러면
{\displaystyle ds^{2}=\rho ^{2}d\theta ^{2}+(1-\rho ^{2}/4R^{2})^{-4}d\rho ^{2}+R^{2}(1-\rho ^{2}/4R^{2})^{-2}d\Omega ^{2}}
을 얻는다. 사건 지평선은 {\displaystyle \rho =0}에 있다. 따라서 지평선 근처 {\displaystyle \rho \ll 1}에서 계량은
{\displaystyle ds^{2}=\rho ^{2}d\theta ^{2}+d\rho ^{2}+R^{2}d\Omega ^{2}}
의 꼴이다. 여기서
{\displaystyle \rho ^{2}d\theta ^{2}+d\rho ^{2}}
는 극좌표계의 계량
{\displaystyle r^{2}d\theta ^{2}+dr^{2}}
와 같은 꼴이다. 즉, {\displaystyle (\theta ,\rho )} 평면이 {\displaystyle \rho =0}에서 원뿔 모양의 특이점을 갖지 않으려면 {\displaystyle \theta }가 각도의 값을 가진 좌표, 즉 {\displaystyle 2\pi }를 주기로 하는 좌표이어야 한다.
{\displaystyle \tau =2R\theta }
이므로 허수 시간 {\displaystyle \tau =it}는
{\displaystyle \beta =4\pi R}
의 주기를 갖는다. 따라서 슈바르츠실트 블랙홀의 호킹 온도는
{\displaystyle T=1/\beta =1/(4\pi R)=1/(8\pi GM)}
이다.

## 같이 보기
- 블랙홀 열역학
- 블랙홀 정보 역설
- 언루 효과
- 커 계량
- 라이스너-노르드스트룀 계량
- 슈바르츠실트 계량